# 金顶 (峨眉山)

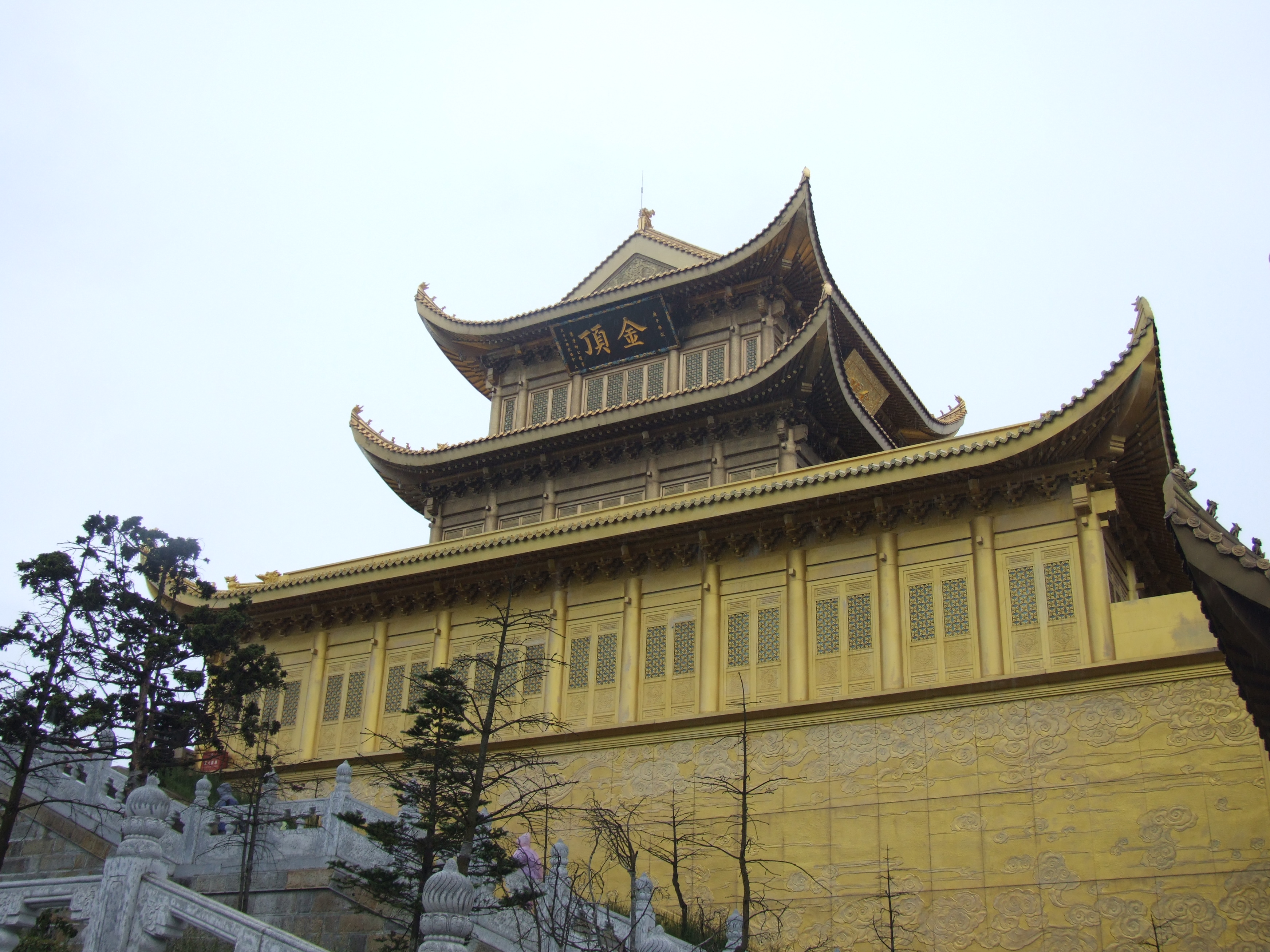
峨眉山金顶

峨眉山金顶，也称华藏寺，位于中国四川峨眉山上，汉族地区佛教全国重点寺院之一。

## 简介

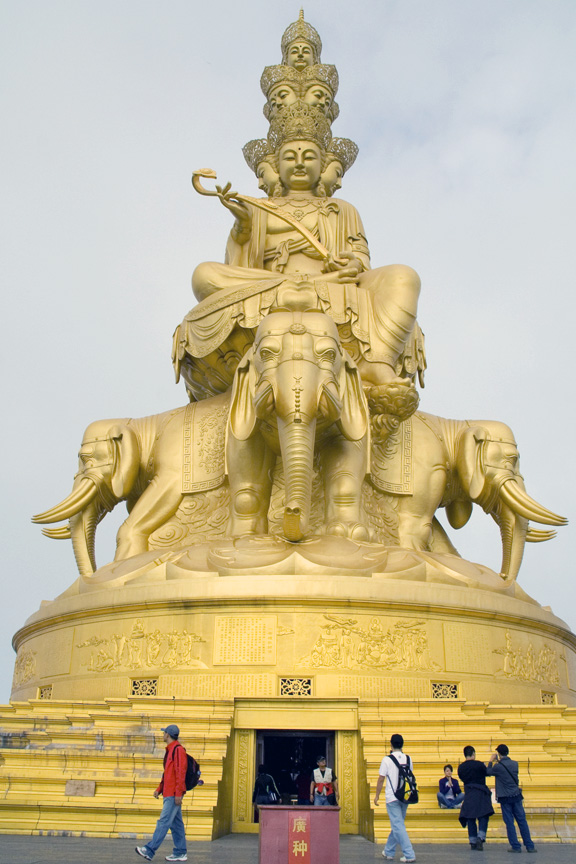
峨眉山金顶的普贤菩萨像

峨眉山金顶为峨嵋山上最高的佛教寺院，由洗象池上行十余公里，并经七里坡、接引殿即至。该寺建于唐朝，屋顶为锡瓦所盖，元朝时又被称为“银顶”。其“日出、云海、佛光、圣灯”为著名观赏景点。
其依山势而建，中轴线上由低到高分布着是弥勒殿、大雄宝殿和普贤殿。弥勒殿金匾为赵朴初所题“华藏寺”，两侧为觉光法师“万德庄严”、竺摩法师“愿海庄严”。普贤殿殿门的“金顶”、“行愿无尽”、“普贤愿海”、“华藏庄严”等匾额，分别为赵朴初、本焕法师、明旸法师等题写。